# Bo Johansson (sollevatore)
Bo Valdemar Johansson (Göteborg, 7 febbraio 1945) è un ex sollevatore svedese medagliato mondiale ed europeo che ha gareggiato nella categoria dei pesi medio-massimi (fino a 90 kg.).

## Carriera
Cominciò da ragazzo a praticare il bodybuilding e dopo anche il sollevamento pesi, disciplina in cui si specializzò, arrivando ad emergere a livello nazionale.
Nel 1968 vinse la medaglia d'argento ai Campionati europei di Leningrado con 495 kg. nel totale di tre prove, dietro al sovietico Jaan Talts (512,5 kg.). Pochi mesi dopo Johansson partecipò alle Olimpiadi di Città del Messico, terminando al 4° posto finale con 492,5 kg. nel totale.
L'anno successivo si piazzò al 2° posto finale ai Campionati mondiali ed europei di Varsavia con 500 kg. nel totale, battuto dal campione olimpico e mondiale in carica, il finlandese Kaarlo Kangasniemi (515 kg.), ottenendo pertanto una duplice medaglia d'argento.
Nel 1970 Bo Johansson vinse la medaglia di bronzo ai Campionati europei di Szombathely con 525 kg. nel totale.
L'anno seguente vinse la medaglia d'argento ai Campionati europei di Sofia con 537,5 kg. nel totale, stesso risultato del sovietico David Rigert, il quale si aggiudicò la gara grazie al suo peso corporeo inferiore a quello dello svedese. Nello stesso anno 1971 Johansson ottenne la medaglia di bronzo ai Campionati mondiali di Lima con 522,5 kg., dietro a Rigert (542,5 kg.) e all'altro sovietico Vasilij Kolotov (537,5 kg.).
Nel 1972 Johansson non potè partecipare alle Olimpiadi di Monaco di Baviera a causa di un infortunio.
Successivamente non riuscì più ad ottenere risultati di rilievo a livello internazionale e nel 1976 decise di ritirarsi dall'attività agonistica, durante la quale stabilì cinque record mondiali, di cui quattro nella prova di distensione lenta ed uno nella prova di slancio.